# Финансовые коэффициенты
Фина́нсовые коэффицие́нты (англ. financial ratio) — различные показатели, отражающие результаты финансовой деятельности компании и рассчитываемые на основе данных финансовой отчётности. Источниками могут являться: бухгалтерский баланс , отчёт о прибылях и убытках, отчёт о нераспределённой прибыли, отчёт о движении денежных средств. Противопоставляются макроэкономическим показателям, которые описывают текущее состояние и развитие всей национальной экономики.

## Определение
Согласно американскому профессору Стивену Россу, финансовые коэффициенты — это отношения, взятые из финансовой информации компании и используемые для сравнения. При этом коэффициент — это число, поделённое на другое число.

## Использование финансовых коэффициентов
Финансовые коэффициенты используются:
- кредиторами для оценки кредитного риска;
- инвесторами для того, чтобы сформировать гипотезы о будущих прибылях и дивидендах;
- финансовыми менеджерами для получения информации об эффективности принятых управленческих решений.

Финансовые коэффициенты позволяют оценить множество аспектов бизнеса, но обычно не используются отдельно от финансовых отчётов. Финансовые коэффициенты традиционно являются составной частью анализа финансовой отчётности. Коэффициенты позволяют сравнивать:
- компании;
- отрасли;
- различные периоды деятельности одной и той же компании;
- результаты деятельности компании со средними по отрасли.

Для оценки текущего состояния компании применяют набор коэффициентов (финансовых мультипликаторов), которые сравнивают с нормативами или со средними показателями деятельности других сопоставимых предприятий. Коэффициенты, выходящие за рекомендованные рамки указывают на «слабые места» компании.
Коэффициенты для фирм из различных отраслей, которые сталкиваются с различными рисками, требованиями к капиталу и разными уровнями конкуренции, обычно не подлежат сопоставлению и сравнению.

## Классификация финансовых коэффициентов
Для описания различных аспектов финансового состояния компании финансовые коэффициенты группируются по следующим категориям:
- Коэффициенты ликвидности (Liquidity ratios)

- Коэффициент текущей ликвидности (Current ratio)
- Коэффициент быстрой (срочной) ликвидности (Quick ratio, Acid test)
- Коэффициент абсолютной ликвидности (Cash ratio)

- Коэффициенты оборачиваемости активов (Asset management ratios)

- Коэффициент оборота запасов (Inventory turnover ratio)
- Срок оборота дебиторской задолженности (Days sales outstanding, DSO)
- Оборачиваемость дебиторской задолженности (Receivables turnover ratio)
- Коэффициент оборота основных средств (Fixed assets turnover ratio)
- Коэффициент оборота активов (Assets turnover ratio)
- Коэффициент структуры капитала (Capital structure ratio)

- Коэффициенты управления задолженностью (Debt ratios)

- Коэффициент задолженности (Debt ratio)
- Соотношение заёмного капитала к собственному (Debt-to-equity ratio, D/E)
- Коэффициент покрытия процентов (Times-interest-earned ratio, TIE)
- Коэффициент покрытия фиксированных платежей EBITDA (EBITDA coverage ratio)

- Коэффициенты рентабельности (Profitability ratios)

- Рентабельность продаж (Profit margin, Margin on sales)
- Коэффициент способности активов порождать прибыль (Basic earning power)
- Рентабельность собственного капитала (ROE)
- Рентабельность инвестированного капитала (ROIC)
- Рентабельность применённого капитала (ROCE)
- Рентабельность суммарных активов (ROTA)
- Рентабельность активов бизнеса (ROBA)
- Рентабельность чистых активов (RONA)
- Рентабельность активов (ROA)

- Коэффициенты рыночной стоимости (Market value ratios)

- Отношение цена/прибыль на акцию (Price-to-earnings ratio, P/E)
- Отношение цена/денежный поток на акцию (Price/cash flow ratio)
- Отношение рыночная/балансовая стоимость акций (Price/book value ratio, P/B)